# Heinemann Vogelstein

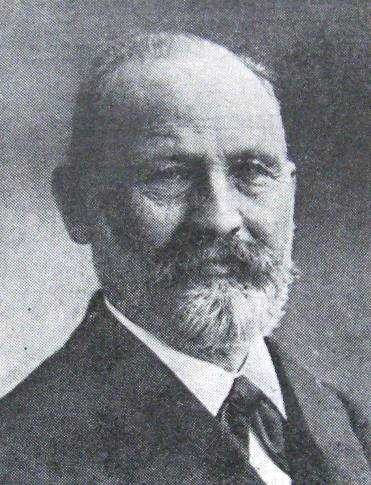
Heinemann Vogelstein (vor 1881)

Heinemann Vogelstein (geboren am 13. Februar 1841 in Lage/Lippe; gestorben am 4. August 1911 in St. Moritz während einer Reise) war ein deutscher liberaler Rabbiner. Er war zu seiner Zeit der anerkannte Führer der religiös-liberalen Bewegung im deutschen Judentum.
Heinemann Vogelstein war der Sohn von Israel Vogelstein und der Julie Adler.
Er studierte ab November 1859 an der Universität Breslau sowie am Jüdisch-Theologischen Seminar Breslau (dort 1865 Promotion zum Dr. phil. mit seiner Dissertation Die Alexandersage bei den Orientalen). Während seines Studiums wurde er 1861 Mitglied der Burschenschaft Germania Breslau, Breslauer Burschenschaft Arminia.
Er war Rabbiner in Pilsen (1868–1880) und Stettin (von 1880 bis zu seinem Tod), Gründer und bis zu seinem Tod Vorsitzender der Vereinigung der liberalen Rabbiner und stellvertretender Vorsitzender der Vereinigung für das Liberale Judentum in Deutschland. 1894 bis 1896 gab er in zwei Bänden ein Gebetbuch heraus, in dem alle Hinweise auf jüdischen Nationalismus eliminiert worden waren.
Als Gegner des Zionismus schloss er sich 1897 den von Theodor Herzl so bezeichneten Protestrabbinern an und veröffentlichte 1906 ein Pamphlet: Der Zionismus, eine Gefahr für die gedeihliche Entwickelung des Judentums. 1889 hatte er ein Werk mit dem Titel Kampf zwischen Priestern und Leviten seit den Tagen Ezechiels verfasst.
1928 wurde in Stettin eine Straße nach ihm benannt.
Heinemann Vogelstein war der Vater von Hermann, Ludwig und Theodor Vogelstein sowie von Julie Braun-Vogelstein.